# Особняк Жана Мотте (Ченстохова)
Особняк Жана Мотте (пол. Pałacyk Jeana Mottego) — вилла 1909 года в стиле модерн в Ченстохове, в Старом городе, построена для французского фабриканта Жана Мотте. Комплекс зданий фабрики «Elanex» вместе с особняком и домом директора являются памятниками.

## История
В 1889 году в Ченстохове, недалеко от впадения речки Страдомки в Варту, была основана текстильная фабрика. Массивные постройки возвела французская компания «Motte, Meillasoux, Caulliez et Delaoutre». По соседству от сооружений заводских построили особняк владельца фабрики Жана Мотте. Его, скорее всего, проектировал варшавский архитектор Эдвард Лилпоп. Стиль постройки был выбран под впечатлением от построек Людвига II Баварского. Вблизи от здания был заложен ландшафтный парк, фруктовый сад и теннисный корт.